# Tårnby Boldklub
Tårnby Boldklub (eller Taarnby Boldklub) var en dansk fodboldklub beliggende på Amager, som spillede deres kampe på Tårnby Stadion. Klubben stiftedes den 21. april 1935 som Arbejdernes Idræts Klub Tårnby (AIK Tårnby) og blev optaget i DAI den 1. maj 1935. Efter næsten 10 år i DAI, besluttedes det på en generalforsamling i januar 1944 at skifte til Københavns Boldspil-Union og i den forbindelse at skifte navn til Tårnby Boldklub.
Klubben var sammen med Kastrup Boldklub fra 2002 en del af overbygningen Amager United. I 2006 valgte Kastrup Boldklub dog at trække sig ud af samarbejdet.
Den 1. januar 2009 fusionerede Tårnby Boldklub med Amager Boldklub af 1970, og den nye forening fik navnet AB Tårnby.